# Jyske Bank Boxen
|  |

Sala Polivalentă Messecenter Herning (în daneză Messecenter Herning Multiarena), denumită din motive de sponsorizare Jyske Bank Boxen, situată în Kaj Zartows Vej 7, este o sală multifuncțională din Herning, Danemarca. Parte a complexului multifuncțional Centrul de Expoziții Herning (în daneză Messecenter Herning), este folosită ca bază pentru evenimente sportive, expoziții, tărguri, spectacole și concerte. Sala este situată în sudul orașului la aproximativ 600 m de autostrada Messemotorvejen, la aproximativ 5 km de autostrada Herningmotorvejen și este accesibilă pe autostradă dinspre Ikast (Messemotorvejen și Herningmotorvejen), Vejle (Midtjyske Motorvej), Silkeborg (Silkeborgmotorvejen și Herningmotorvejen), Aarhus (Herningmotorvejen), Viborg (Midtjyske Motorvej și Messemotorvejen) și Holstebro (Messemotorvejen și Holstebromotorvejen).
Sala Polivalentă Messecenter Herning, proiectată de biroul Aarstiderne Arkitekter, a costat 329 000 000 coroane daneze, are o suprafață totală de 36.500 m2 și a fost inaugurată pe 20 octombrie 2010 cu ocazia unui concert Lady Gaga din cadrul turneului The Monster Ball Tour. Sala dispune de două restaurante cu o capacitate de 500 respectiv 100 de persoane și de o bucătărie de 2.400 m2. De asemenea, există o parcare cu 10.000 de locuri. Printre evenimentele sportive găzduite de sală se numără Campionatul European de Handbal Feminin din 2010, Campionatul Mondial de Handbal Feminin din 2015, Campionatul Mondial de Handbal Masculin din 2019, Campionatul European de Handbal Feminin din 2020, Campionatele Europene de Tenis de Masă din 2012, Campionatul Mondial de Hochei pe Gheață Masculin din 2018 și Campionatul European de Natație în Bazin Scurt din 2013 iar printre cei care au susținut concerte sunt Kylie Minogue, Eric Clapton, Britney Spears, Red Hot Chili Peppers, Rammstein, Backstreet Boys, New Kids on the Block, Bruce Springsteen, Peter Gabriel, Depeche Mode, Robbie Williams, Adele și Ariana Grande.
Lângă sală se află MCH Messecenter Herning cu o suprafață totală de 550.000 m2 și cu propia stație de cale ferată (Herning Messecenter Station) și stadionul de fotbal MCH Arena cu 11.432 de locuri, pe care FC Midtjylland își desfășoară meciurile de pe teren propriu iar în centrul orașului MCH Herning Kongrescenter cu o suprafață de 17.000 m2 împreună cu care formează Centrul de Expoziții Herning.